# Empoasca packa
Empoasca packa är en insektsart som beskrevs av Irena Dworakowska 1977. Empoasca packa ingår i släktet Empoasca och familjen dvärgstritar.
Artens utbredningsområde är Nigeria. Inga underarter finns listade i Catalogue of Life.